# Costaricansk dvärgparakit
Costaricansk dvärgparakit (Touit costaricensis) är en fågel i familjen västpapegojor inom ordningen papegojfåglar.

## Utseende och läte
Costaricansk dvärgparakit är en 17,5 cm lång grön papegojfågel med rött från pannan till mitten på hjässan, tygeln och i ett område under ögat. Vidare har den rött även på framkanten av vingen och sotfärgade men grönkantade vingpennor. Strupen är gulaktig, nacken bronstonad och undersidan ljusgrön. Den tvärt avskurna stjärten är grön med gult på yttre stjärtpennorna och ett smalt svart ändband. Honan har mindre rött än hanen. Lätet är ett hård och ljust "tuiiit".

## Utbredning och systematik
Fågeln förekommer i fuktiga låglänta bergsskogar i sydöstra Costa Rica och västra Panama. Den behandlas som monotypisk, det vill säga att den inte delas in i några underarter.

## Status och hot
Costaricansk dvärgparakit har en liten världspopulation bestående av uppskattningsvis endast 3 000–12 000 vuxna individer. Den tros också minska i antal till följd av habitatförlust. Internationella naturvårdsunionen IUCN kategoriserar den som nära hotad.